# Gutenbach (Wildebach)
Der Gutenbach ist ein 2,58 km langer Bach und Zufluss des Wildebachs bei Salchendorf im südlichen Siegerland.

## Geografie

### Verlauf

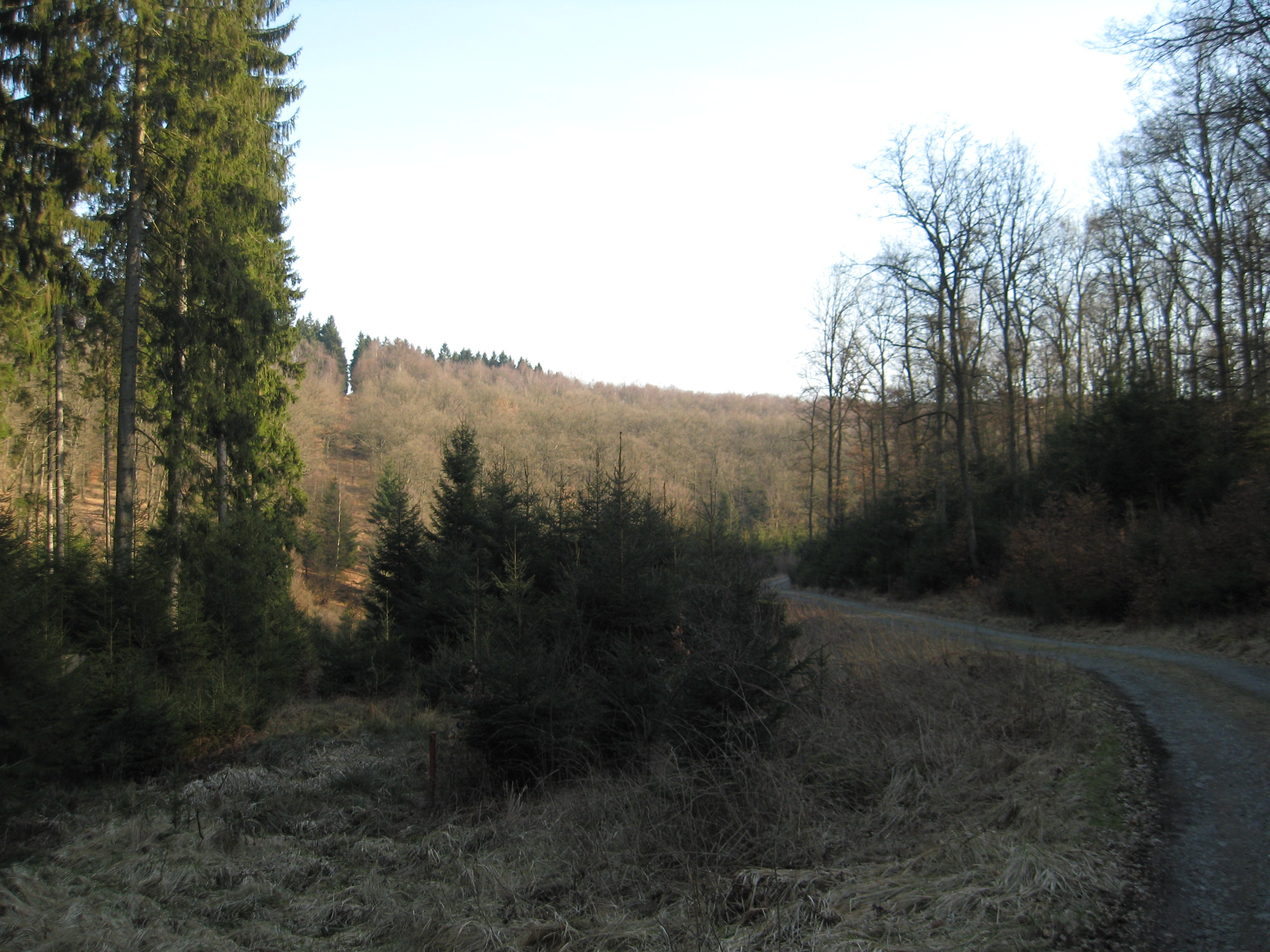
Oberes Gutenbachtal

Der Bach entspringt an den Hängen zwischen den Bergen Große Rausche und Kleine Rausche auf 397 m Höhe und fließt in einem leicht S-förmigen Tal in Richtung Salchendorf.
Etwa in der Mitte des Tals zweigt sich ein kleines Seitental in Richtung Nordosten ab, aus dem der einzige Zufluss des Gutenbachs kommt. Dieser ist 0,7 km lang und entspringt auf etwa 385 m Höhe im so genannten „Hofstätter Wald“. In der Nähe dieser Quelle steht die Königseiche.
Der Gutenbach durchquert danach ein paar Teiche und die sogenannten Schäfer-Weiher und fließt in Salchendorf etwa 140 m in einem Rohr. Er mündet nach weiteren 90 m auf etwa 281 m Höhe in den Wildebach. Die „Hell“, ein Bergausläufer des „Hofstätter Waldes“ trennt das Gutenbachtal vom Arbachtal.

### Berge
Berge in Bachnähe sind
- Große Rausche (439,5 m, Quellgebiet)
- Kleine Rausche (443,2 m, Quellgebiet)
- Gipfel (namenlos) (382,1 m, rechts), im „Hofstätter Wald“
- Stahlseifer Kopf (378,3 m, links), im „Hardtwald“

## Frühere Wirtschaft
Im Gutenbachtal lag die historisch für Salchendorf bedeutende Grube Heinrichsglück sowie die später zum Wasserwerk Salchendorf umgebaute Grube Rausche. 